# Regionale metamorfose
Regionale metamorfose is in de geologie het type metamorfose dat plaatsvindt in orogenen, gebergtegordels die ontstaan door compressie op plekken waar twee tektonische platen naar elkaar toe bewegen. Het is een grootschalig type metamorfose dat lokaal zeer verschillend in metamorfe graad kan zijn.
Regionale metamorfose gaat tijdens gebergtevorming samen met grootschalige en vaak penetrante deformatie van gesteente en wordt soms gevolgd door de intrusie van magmalichamen.

## Voorkomen
Bij convergente plaatgrenzen (de plekken waar twee tektonische platen naar elkaar toe bewegen) verdikt de korst door overschuivingen en plooiing. Onder in de steeds dikkere korst vinden door de hoge druk en temperatuur metamorfe fase-overgangen en reacties plaats in mineralen. Door erosie en denudatie zal de top van een groeiend gebergte verwijderd worden en diepere delen aan het oppervlak komen. Als gevolg hebben gebergtes altijd een "interne zone" bestaande uit metamorf gesteente. De graad van metamorfose van deze gesteenten hangt af van hoe diep en onder welke temperatuur ze precies gevormd zijn.
De metamorfe terreinen van de "interne zone" van een gebergte bestaan uit gesteenten als leisteen, schist en gneis. De scheiding tussen verschillende terreinen (soms dekbladen) wordt gevormd door schuifzones die uit myloniet en/of cataclastisch gesteente bestaan. Elk terrein heeft zijn eigen tektonische geschiedenis en daarom zijn eigen geschiedenis van metamorfose. De laagste graden van metamorfose zijn de zeoliet- en groenschistfacies, die in elk orogeen zijn terug te vinden. Terreinen die uit diepe delen van de korst afkomstig zijn zullen in de amfiboliet- of granulietfacies zijn geweest en hier mogelijk sporen van bevatten. Ten slotte zullen terreinen die de subductiezone onder het orogeen in bewogen zijn, onder zeer hoge druk hebben gestaan bij een relatief lage temperatuur. Deze terreinen kunnen sporen van de eclogiet- of blauwschistfacies bevatten, de karakteristieke facies voor subductiezones. De metamorfe gradiënt in orogenen bestaat grofweg uit een opvolging van Barrovische zones, waarvan het bekendste voorbeeld de opeenvolging van metamorfe zones in Schotland is.
Bij het omhoog bewegen van terreinen met een relatief hoge graad, kan een hooggradige mineralogische samenstelling door retrograde metamorfose gedeeltelijk of geheel verdwijnen. De mineralogische samenstelling van een terrein is daarom vaak niet indicatief voor de extreemste omstandigheden waaronder het terrein geweest is.